# Четрнаеста војвођанска ударна бригада
Четрнаеста војвођанска ударна бригада НОВЈ формирана је 11. новембра 1944. године у Бачком Петровцу од припадника словачке националности из Новосадског и Бачкопаланачког НОП одреда и других војвођанских јединица, због чега је носила и име Прва словачка бригада. Ушла је у састав 51. војвођанске дивизије НОВЈ. Имала је 3 батаљона са 1,800 бораца; у другој половини новембра био је формиран и 4. батаљон кад је имала 2,500 бораца.

## Борбени пут бригаде
У децембру 1944, била је пребачена у Барању где је држала положаје на левој обали реке Драве. Средином јануара 1945. била је пребачена у Подравину, где је у рејону Сухомлака–Црнац, у саставу 51. дивизије, водила око месец дана борбе за Вировитички мостобран. Половином фебруара пребацила се најпре у Мађарску, а затим у Барању, где је у марту учествовала у борбама за ликвидацију непријатељевог мостобрана код Болмана. Расформирана је 24. марта 1945, а њено људство пребачено у састав и Седме, Осме и Дванаесте војвођанске бригаде.

## Галерија
- Споменик антифашистима из Бачког Петровца који су обешени 1941. годинe
- Припадници XIV војвођанске ударне бригаде (1944)
- Споменица палих бораца XIV војвођанске ударне бригаде
- Јан Паљик - Ђурa, први командант XIV војвођанске ударне бригаде (1944)